# Biserica Adormirea Maicii Domnului - Mavromol din Galați
Biserica Adormirea Maicii Domnului - Mavromol din Galați este un ansamblu de monumente istorice aflat pe teritoriul municipiului Galați.
Ansamblul este format din două monumente:
- Biserica „Adormirea Maicii Domnului” - Mavromol (cod LMI GL-II-m-B-03055.01)
- Școala grecească (cod LMI GL-II-m-B-03055.02)